# École professionnelle centrale de Vienne

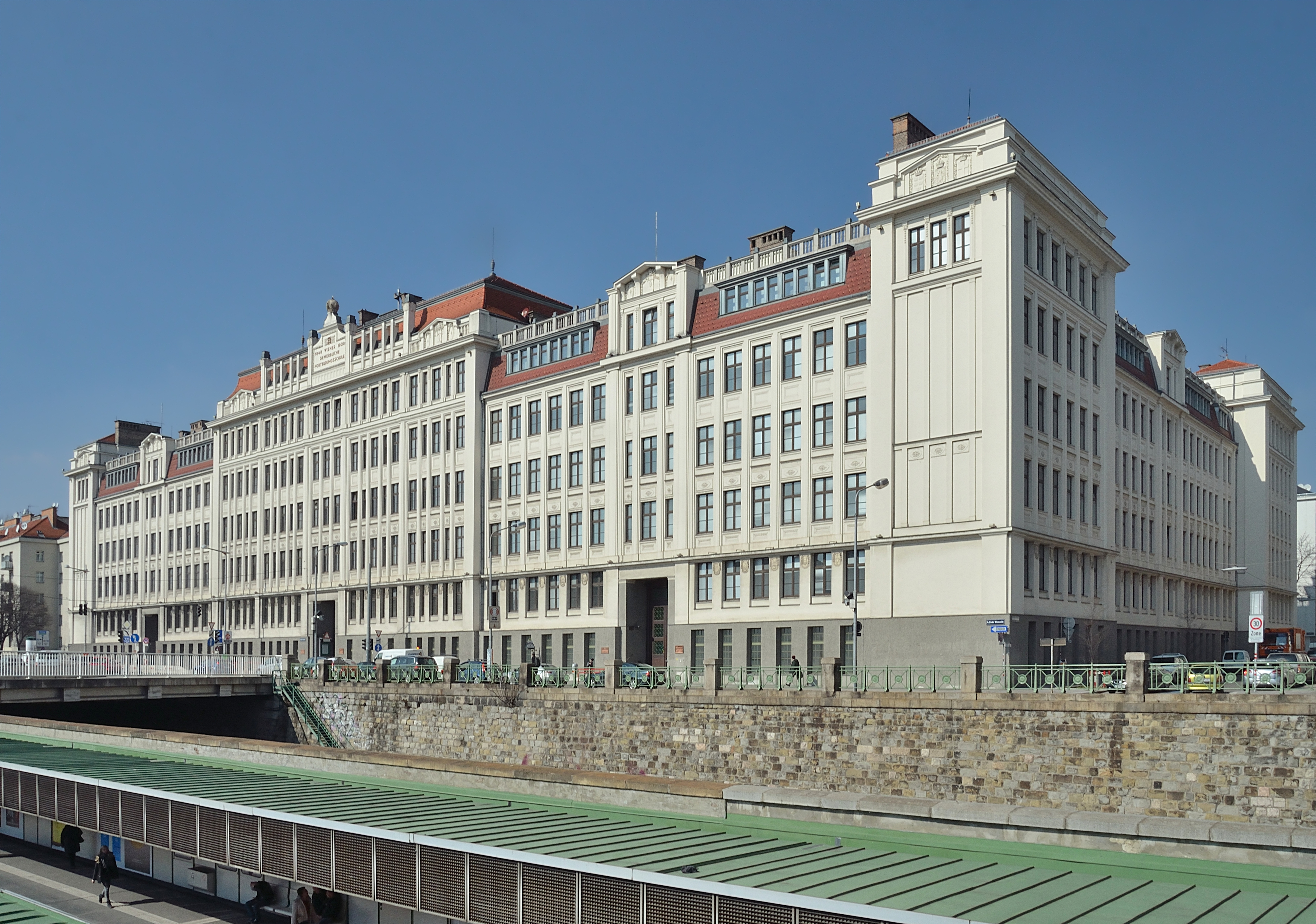
À gauche de Wienzeile, au premier plan la station de métro Margaretengürtel

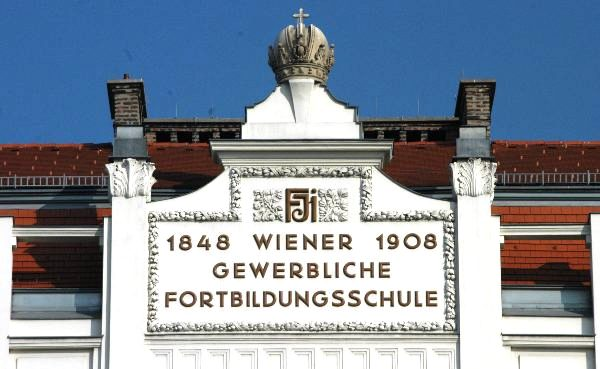
FJI 1848 École de formation commerciale de Vienne 1908

L'école professionnelle centrale de Vienne (Zentralberufsschule) est située dans le quartier Mariahilf de Vienne. L'école est classée monument historique (Listeneintrag).

## Histoire et architecture
Sur le terrain de l'ancien abattoir au bord de la rivière Vienne, le bâtiment scolaire a été construit de 1909 à 1911 selon les plans de l'architecte Rudolf Hammel en style historiciste, avec des éléments Sécession.
Le grand complexe de bâtiments se compose d'une façade très étirée avec trois cours intérieures. 

## Ecoles
Il y a actuellement quatre écoles professionnelles indépendantes ainsi que des employés du service municipal 56 (administration scolaire) dans le bâtiment :
- Ecole professionnelle d'électrotechnique et de mécatronique (ETM)
- École professionnelle d'électricité, d'événementiel et de technologie de l'information en Autriche (EVITA)
- Ecole professionnelle de technologie du métal et du verre (MGT)
- Ecole professionnelle de technique de plomberie, de chauffage et de climatisation (SHT)

On y trouve également une bibliothèque de l'association culturelle et sportive des écoles professionnelles de Vienne, un centre de communication encadré par des assistantes sociales, une cour intérieure, un musée sanitaire et le buffet scolaire.

## Liens web
- Ecole professionnelle d'électrotechnique et de mécatronique
- Ecole professionnelle d'électricité, d'événementiel et de technologie de l'information Autriche
- Technologie du métal et du verre
- Ecole professionnelle en technique de plomberie, de chauffage et de climatisation